# Leioproctus nigroclypeatus
Leioproctus nigroclypeatus är en biart som först beskrevs av Cockerell 1910.  Leioproctus nigroclypeatus ingår i släktet Leioproctus och familjen korttungebin. Inga underarter finns listade i Catalogue of Life.